# Peucedanum camerunensis
Peucedanum camerunensis es una especie de planta de flores perteneciente a la familia Apiaceae. Es endémico de Camerún donde crece en herbazales en zonas tropicales y subtropicales a una altitud de 2,300-2,800 metros.

## Taxonomía
Peucedanum camerunensis fue descrita por Henri Jacques-Félix y publicado en Adansonia sér. 2, 10: 47. 1970